# Yasuichirō Yamamoto
Yasuichirō Yamamoto (山本 泰一郎?, Yamamoto Yasuichirō; 1961) è un regista e animatore giapponese.

## Biografia
Nato il 6 gennaio 1961 a Chigasaki, nella prefettura di Kanagawa, è uno stimato regista di anime giapponese. Conosciuto per il suo contributo a Detective Conan, ha diretto diverso episodi (dal 119 al 332) prima di essere sostituito da Masato Sato. Yasuichirō Yamamoto è stato anche regosta dall'ottavo al quattordicesimo film oltre che direttore della regia per i film quindici e sedici e supervisore della diciassettesima pellicola. Nel settembre 2012, è tornato alla regia dell'anime a partire dall'episodio 667, continuando a dirigerlo fino ad oggi (ad eccezione degli episodi 678-679, diretti da Koujin Ochi ). Dall'episodio 975, co-dirige la serie insieme a Nobuharu Kamanaka. Oltre a Detective Conan ha lavorato a Lupen III, e al non anime "Winnie the Pooh: alla ricerca di Christopher Robin" come animatore.

## Filmografia parziale

### Regista

#### Filmografia
- Detective Conan - L'ultimo mago del secolo (1999)
- Detective Conan - Il mago del cielo d'argento (2004)
- Detective Conan - La strategia degli abissi (2005)
- Detective Conan - Requiem per un detective (2006)
- Detective Conan - L'isola mortale (2007)
- Detective Conan - La musica della paura (2008)
- Detective Conan - ...e le stelle stanno a guardare (2009)
- Meitantei Conan - Tenkū no lost ship (2010)
- Detective Conan: Episode One - Il detective rimpicciolito (film TV, 2016)

#### Serie televisive
- Una scuola per cambiare (1991)
- Detective Conan (490 episodi, 1997-2018)

#### OAV
- Detective Conan: Conan vs Kid vs Yaiba (2000)
- Detective Conan: I 16 sospetti (2002)
- Detective Conan: Conan, Heiji ed il ragazzo scomparso (2003)

### Animatore
- Project A-Ko: Kanketsuron: come "animatore"
- Space Adventure Cobra, film: come "animatore"
- Lamù - Only You: come "artista"